# ویلند (پروتکل سرور نمایش)
ویلند (به انگلیسی: Wayland) یک  شیوه‌نامه ارتباطات است که به طور خاص ارتباط بین سیستم پنجره‌بندی و  کارخواه‌هایش است و به خوبی به صورت یک  کتابخانه سی در گنو/لینوکس این قرارداد را پیاده‌سازی کرده‌است.

The Wayland display server protocol relys on EGL

## مرور کلی
پروژهٔ کارساز نمایش ویلند در سال ۲۰۰۸ توسط هاگسبرگ که یکی از برنامه نویسان و پیشرفت دهندگان در ردهت بود، آغاز شد.

## توزیع‌های رومیزی لینوکس
تا سال ۲۰۲۰ بیشتر توزیع‌های لینوکس از ویلند پشتیبانی کردند به عنوان نمونه:
فدورا با نسخه  ۲۵ (منتشر شده در نوامبر ۲۰۱۵) ویلند را پیش‌فرضِ نشست گنوم ۳.۳۲ قرار داد